# Eparchie uržumská
Eparchie Uržum je eparchie ruské pravoslavné církve nacházející se v Rusku.

## Území a titul biskupa
Zahrnuje správní hranice území Afanasjevského, Belocholunického, Bogorodského, Verchněkamského, Vjatskopoljanského, Zujevského, Kilmezského, Lebjažského, Malmyžského, Nagorského, Němského, Nolinského, Omutninského, Sunského, Uninského, Uržumského a Faljonského rajónu Kirovské oblasti.
Eparchiálnímu biskupovi náleží titul biskup uržumský a omutninský.

## Historie
Dne 15. prosince 1919 byl rozhodnutím patriarchy Tichona a Svatého synodu zřízen uržumský vikariát vjatské eparchie. Vikariát zanikl ve 40. letech.
Dne 4. října 2012 byla rozhodnutím Svatého synodu zřízena z části území vjatské eparchie samostatná eparchie uržumská. Stala se součástí nově vzniklé vjatské metropole.

## Seznam biskupů

### Uržumský vikariát vjatské eparchie
- 1920–1920 Viktor (Ostrovidov) svatořečený vyznavač
- 1920–1921 Jevsevij (Rožděstvenskij) svatořečený mučedník
  - 1921–1923 Viktor (Ostrovidov) dočasný správce
- 1923–1927 Avraamij (Děrnov)
- 1927–1937 Georgij (Anisimov)

### Uržumská eparchie
- 2012–2014 Daniil (Kuzněcov)
  - 2014–2014 Mark (Tužikov) dočasný správce
- 2014–2018 Leonid (Tolmačjov)
- 2018–2019 Foma (Demčuk)
  - 2019–2019 Mark (Tužikov) dočasný správce
- 2019–2023 Ioann (Ruděnko)
- od 2023 Vsevolod (Ponič)